# Vallhonesta
Vallhonesta és un poble de cases escampades, a llevant del municipi de Sant Vicenç de Castellet (Bages).

## Història
L’origen de la població habitada de Sant Vicenç de Castellet és a Vallhonesta, un nucli rural que fa mil anys ja existia i era habitat. Dedicat de forma gairebé exclusiva al conreu de la vinya, fins a mitjan segle xix es va mantenir com a municipi diferenciat del de Castellet. Vallhonesta conserva encara el seu caràcter rural i la seva ubicació l’ha consolidat com una de les portes d’entrada del parc natural de Sant Llorenç del Munt i l’Obac.

## Descripció
El nucli rural de Vallhonesta conserva una part molt important del patrimoni del municipi. En destaca l'ermita romànica de Sant Pere, construïda el segle xi. És especialment singular el seu campanar d'espadanya del segle xiii, amb quatre finestrals. Té diferents etapes constructives. La part més antiga és l’absis i l’inici de la nau, que corresponen al segle xi. La resta de la nau es va reedificar el segle XII, potser per substituir una nau preromànica. A principis del segle xiii es va refer el mur de ponent, on s’alça el campanar. A l'interior s'hi conserva un sarcòfag romànic.
D’altra banda, a dalt d’una carena molt propera, que separa els termes municipals de Sant Vicenç de Castellet, Mura i el Pont de Vilomara, hi ha les restes de l’antic hostal i de l'ermita de Sant Jaume de Vallhonesta, al peu de l’antic camí ral de Manresa a Barcelona, que fins a la construcció de la carretera de can Maçana (mitjan segle XIX) va ser la via de comunicació més ràpida entre Manresa i Barcelona.
L’hostal de Sant Jaume, avui en ruïnes, va ser també una important caserna i centre de defensa del camí ral i dels municipis propers durant la Guerra del Francès. També durant la postguerra va ser escenari de l'activitat dels maquis, molt presents als paratges més feréstecs del Bages sud. Pel que fa a l'ermita, d'origen romànic, es va restaurar el segle xv i es manté en bon estat de conservació.